# Dobra praktyka
Dobra praktyka – to pojęcie z zakresu normalizacji, zarządzania jakością i zarządzania projektami, najczęściej rozumiane jako sposób działania, który przyniósł konkretne, pozytywne wyniki, zawiera w sobie pewien potencjał innowacji, jest trwały i powtarzalny, możliwy do zastosowania w podobnych warunkach w innym miejscu, lub przez inne podmioty. Dobre praktyki wykorzystywane są głównie w celu doskonalenia standardów prowadzonej działalności.

## Przykłady
Przykłady skodyfikowanych dobrych praktyk to m.in.:
- dobra praktyka kliniczna
- dobra praktyka laboratoryjna
- dobra praktyka produkcyjna
- dobra praktyka higieniczna
- dobra praktyka rolnicza
- dobra praktyka morska
- dobra praktyka zarządzania zmianą